# Ниязов, Гулмирза
Гулмирза Ниязов — советский хозяйственный деятель, Герой Социалистического Труда.

## Биография
Родился в 1924 году на территории современного Шурчинского района Сурхандарьинской области.
В 1936—1984 гг. — колхозник-хлопкороб, звеньевой хлопководческого звена, бригадир хлопководческой бригады, председатель колхоза «Ленинизм» Шурчинского района Сурхандарьинской области Узбекской ССР.
Указом Президиума Верховного Совета СССР от 10 декабря 1973 года присвоено звание Героя Социалистического Труда с вручением ордена Ленина и золотой медали «Серп и Молот».
С 1984 года — персональный пенсионер союзного значения.
Умер после 1984 в Сурхандарьинской области.

## Награды и звания
- Герой Социалистического Труда (10.12.1973)
- Орден Ленина (08.04.1971, 10.12.1973)
- Орден Трудового Красного Знамени (дважды, в том числе 25.12.1976)
- Орден Дружбы народов (26.02.1981)